# Revision Control System
Das Revision Control System (RCS) ist eine Software zur Versionsverwaltung von Dateien. Es dient speziell bei Textdateien wie Quelltexten, Konfigurationsdateien oder Dokumentationen der Verwaltung und Dokumentation der Änderungen.
RCS verwaltet einzelne Dateien und kann daher nicht oder nur bedingt zur Verwaltung von ganzen Projekten verwendet werden. RCS ist im Wesentlichen mit der zehn Jahre älteren aber damals populären Alternative Source Code Control System (SCCS) vergleichbar. Da RCS aber im Gegensatz zu SCCS keine Prüfsumme in den Änderungsdateien (RCS-Dateien) führt und die letzte aktuelle Gesamtversion speichert, ist es anfälliger als SCCS für Defekte in Änderungsdateien. Diese für verwaltete Dateien jeweils angelegten RCS-Dateien, beispielsweise example.c,v, wurde wegen ihrer standardmäßigen Dateiendung auch „Komma-v-Dateien“ genannt. Speziell bei der Softwareentwicklung wurde RCS von CVS und später von Subversion abgelöst – CVS war anfänglich ein netzwerkfähiger Aufsatz zu RCS, hatte später aber nur noch das Dateiformat mit RCS gemein.
RCS wurde ursprünglich Anfang der 1980er Jahre von Walter F. Tichy entwickelt, der zu diesem Zeitpunkt an der Purdue University angestellt war. RCS ist heute Teil des GNU-Projekts, wird aber immer noch durch die Purdue University weiterentwickelt.